# 資深審裁處庭長

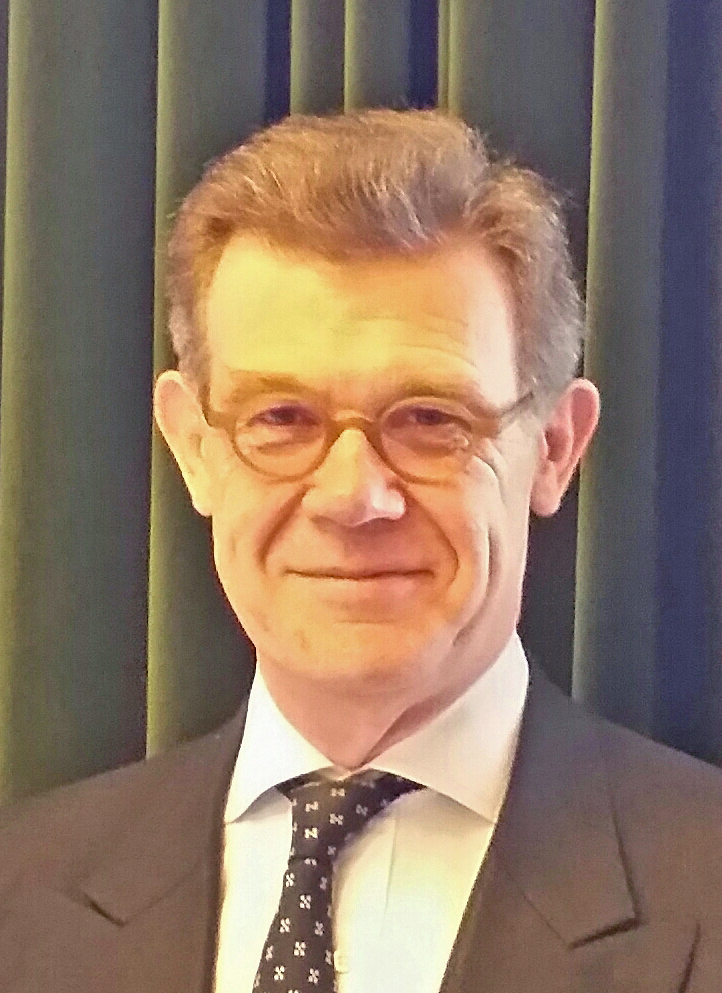
英國資深審裁處庭長，現任，基斯‧林德布洛姆爵士(Sir Keith Lindblom)，自 2020 年 9 月 19 日起

資深審裁處庭長（英語：Senior President of Tribunals）是負責管轄全英國各審裁處的最高級法官，領導整個聯合王國審裁處系統。資深庭長由英國君主根據大法官的建議委任。英格蘭及威爾斯上訴法院法官羅拔·康沃斯在2007年11月12日獲委任為首任資深庭長。出任資深庭長者必需符合《2007年審裁處、法院和執行法令》中有關司法任命資格條文中從業七年，或在蘇格蘭或北愛爾蘭有相關經驗。此外，擔任資深庭長要履行以下要求：
- 確保審裁處運作暢順
- 開庭之前的訴訟程序要公平和高效地處理
- 確保審裁處告成員均是各所屬法律領域的專家，及發展創新方法以在進入司法程序前解決爭議。

資深審裁處庭長有權和英國國會就任命審裁處成員以及審裁處行政運作議題進行交涉。資深庭長亦可代表審裁處職員向國會、大法官和各政府部長發表意見。

## 歷任資深審裁處庭長
- 2007年11月12日： Sir Robert Carnwath[6][7]（自2012年4月17日起因他前往英國最高法院任職而使該職位懸空）
- 2012年6月25日： Sir Jeremy Sullivan[8]
- 2015年9月18日： Sir Ernest Ryder[9]
- 2020年9月19日：Sir Keith Lindblom[10][11]
- 2025年9月20日：

## 另請參見
- 英國最高法院院長